# 安春蜓属
安春蜓属（学名：Amphigomphus）为春蜓科的一个属。

## 下属物种
本属包括以下物种：
- 汉森安春蜓 Amphigomphus hansoni Chao, 1954
- 娜卡安春蜓 Amphigomphus nakamurai Karube, 2001，中村安春蜓
- 索氏安春蜓 Amphigomphus somnuki Hämäläinen, 1996